# Chalconyx
Chalconyx là một chi bướm đêm thuộc họ Noctuidae.

## Các loài
- Chalconyx ypsilon Butler